# Pascal Comelade
É um músico nascido em 1955 em Montpellier. A sua mãe, Eliane Thibaut-Comelade, foi cozinheira e autora de vários livros sobre cozinha, especialmente cozinha medieval catalã. O seu pai, Pere Comelade, foi psiquiatra. De 1974 a 1978 viveu em Barcelona, na casa de Lluís Llach. Conheceu outros músicos como Maria do Mar Bonet, Quico Pi da Serra e Toti Costumar, e fez amizade com Ovidi Montllor e Víctor Nubla (músico experimental, membro de Macromassa). Depois de uns anos a Montpellier voltou para Barcelona, concretamente a Graça, onde entrou em contato com uma vida boémia, influenciada principalmente pelo poeta Enric Casasses, com quem continua colaborando. Atualmente vive em Ceret, onde em 2010 fez uma exposição ao museu de arte moderna. Em 2020 expôs diversos quadros que tinha como tema a Música invisível à Providence-Centro Catalão de Arte Vive de Ilha (Rossilhão).

## Música
Pascal Comelade é um músico difícil de definir. É compositor e multi-instrumentista. As suas obras são com frequência muito curtas, de 2 ou 3 minutos, e quase sempre instrumentais. Dele se chegou a dizer que é um rocker ultra minimalista ou um clássico posto-moderno. Faz música de vanguardista sem esquecer as raízes. Desfruta de um grande reconhecimento na França e no Japão. Editaram-se discos especialmente para este último país, e inclusive existe uma banda japonesa, denominada Pascals, que editaram dois discos. O primeiro é de versões do músico catalão e o segundo inclui, além de duas versões dele, várias composições próprias e um par de adaptações de outros músicos.

## Publicações
Escreveu Pascal Comelade: Écrits monophoniques submergés e também, disponível por Internet, Enciclopèdia Logicofobista da Música Catalã. É coautor, juntamente com Joan-Lluís Lluís e Aleix Renyé do Manifesto Revulsista Norte-Catalão. O KRTU publicou o livro/disco Pascal Comelade e a sua orquestra de instrumentos de brinquedo. Este livro é o catálogo da exposição homònima que se estreou ao Museu do Joguet de Cataluña, de Figueres. Comelade colaborou com frequência com este museu.